# Sophie Hosking
 (février 2024).
Si vous disposez d'ouvrages ou d'articles de référence ou si vous connaissez des sites web de qualité traitant du thème abordé ici, merci de compléter l'article en donnant les références utiles à sa vérifiabilité et en les liant à la section « Notes et références ».
Sophie Hosking, née le 25 janvier 1986 à Édimbourg, est une rameuse écossaise. 

## Palmarès

### Jeux olympiques
- 2012 à Londres,  Royaume-Uni
  -  Médaille d'or en deux de couple poids légers

### Championnats du monde
- 2006 à Eton,  Royaume-Uni
  -  Médaille de bronze en quatre de couple poids légers
- 2007 à Munich,  Allemagne
  -  Médaille d'argent en quatre de couple poids légers
- 2009 à Poznań,  Pologne
  -  Médaille de bronze en deux de couple poids légers
- 2011 à Bled,  Slovénie
  -  Médaille de bronze en deux de couple poids légers